# Bradley Stryker
Bradley Robert Stryker (ur. 29 czerwca 1977 w Seattle w stanie Waszyngton) − amerykański aktor telewizyjny i filmowy. Jest najbardziej znany z roli Treya Atwooda, w którą wcielał się w pierwszym sezonie serialu młodzieżowego FOX Życie na fali.

## Filmografia

### Filmy
- 2001: Final Stab jako Patrick
- 2001: Przymierze (The Brotherhood) jako Devon Eisley
- 2002: Wilki z Wall Street (Wolves of Wall Street) jako Kennison
- 2003: Bruce Wszechmogący (Bruce Almighty) jako uczestnik zamieszek
- 2006: The Tillamook Treasure jako Tom
- 2008: Kochać i umrzeć (TV) jako Harve
- 2019: Przykładny obywatel (Cold Pursuit) jako Limbo

### Seriale TV
- 2001: Sprawy rodzinne (Family Law) jako Eddie Mendoza
- 2001: Partnerki (The Huntress) jako Arno
- 2003: Anioł ciemności (Angel) jako rzeźba wampira
- 2003: Jordan w akcji (Crossing Jordan) jako
- 2003: Życie na fali (The O.C.) jako Trey Atwood
- 2004: CSI: Kryminalne zagadki Nowego Jorku (CSI: NY) jako Jason
- 2005: Las Vegas jako Eric Nesterenko / Kellen Phillips
- 2005: Dowody zbrodni (Cold Case) jako Joe Young (1985)
- 2006: Fuks (Windfall) jako Colin Evett
- 2009: Gwiezdne wrota: Wszechświat (Stargate Universe) jako Curtis
- 2010: Świry (Psych) jako Stu Crawford
- 2010–2011: Tajemnice Smallville (Smallville) jako Deadshot
- 2012: Fringe: Na granicy światów (Fringe) jako Rick
- 2012: Bez litości (True Justice) jako Leka
- 2013: Szkarłatna wdowa (Red Widow) jako Wallace
- 2014: Unforgettable: Zapisane w pamięci (Unforgettable) jako Greg Zoller
- 2015: Nie z tego świata (Supernatural) jako Tony
- 2016: iZombie jako Kenny
- 2017: The 100 jako Baylis
- 2017-2018: Damnation jako Tanner
- 2017-2018: Chesapeake Shores jako John Rawl
- 2018: Zagubieni w kosmosie (Lost in Space ) jako BK / Driller